# Épilation laser

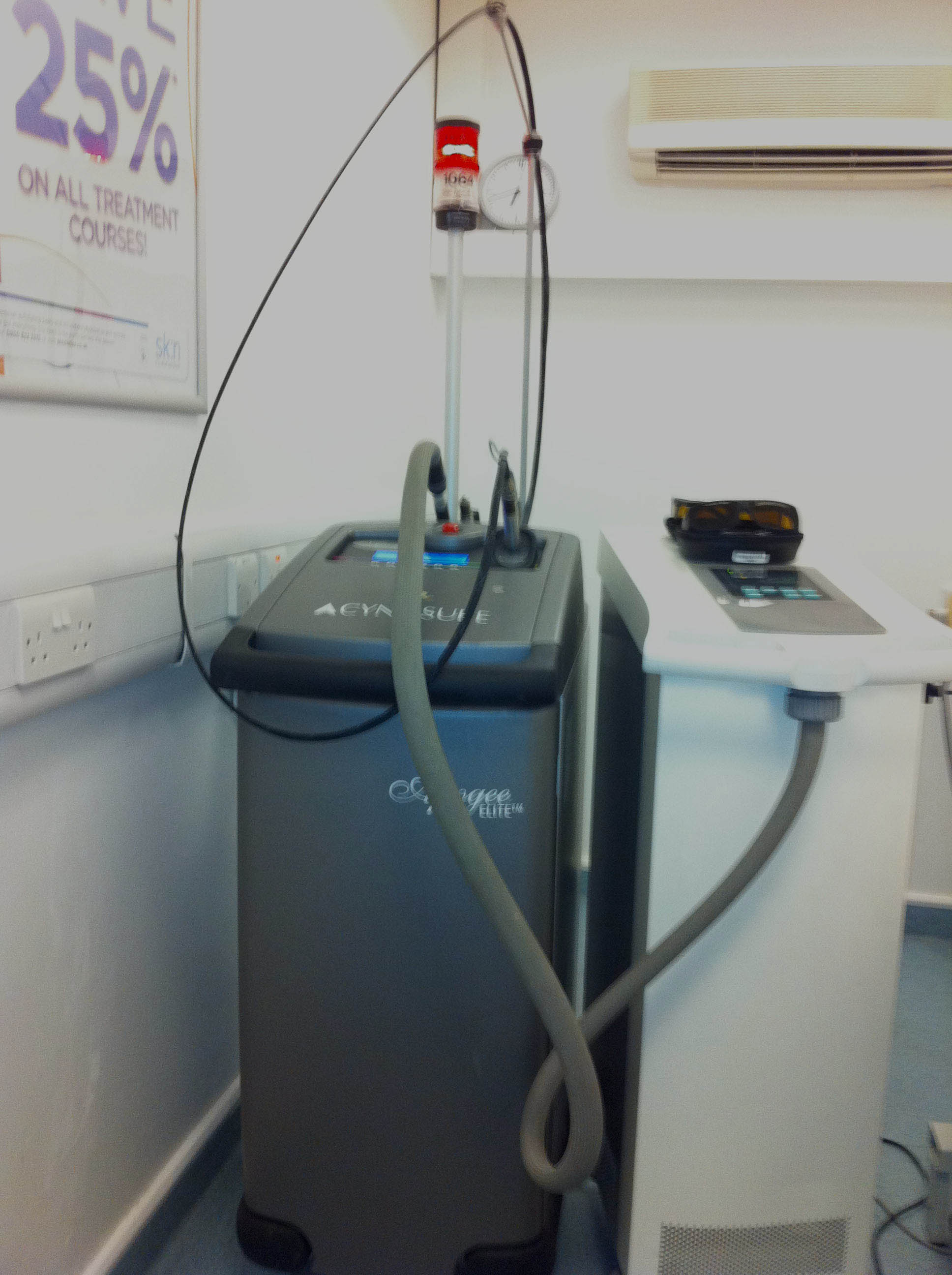
Un appareil d'épilation laser.

L'épilation laser est un méthode d'épilation utilisant des impulsions de lumière laser qui détruisent le follicule pileux. L'un des premiers articles publiés décrivant l'épilation au laser a été rédigé par le groupe du Massachusetts General Hospital en 1998,,. L'épilation au laser est largement pratiquée dans les cliniques et même à domicile à l'aide d'appareils conçus et vendus pour les soins personnels des consommateurs.

## Fonctionnement
L'épilation laser consiste à projeter un faisceau de lumière sur le follicule pileux pour le brûler et le détruire. Le follicule pileux doit contenir de la mélanine pour que la lumière soit absorbée et transformée en chaleur. La longueur d'onde spécifique permet de détruire sélectivement les bulbes pileux sans endommager les structures cutanées environnantes. C'est le principe de la photothermolyse sélective. À ne pas confondre avec la lumière intense pulsée qui elle photocoagule le bulbe pileux grâce à la chaleur.
La mélanine est présente naturellement dans la peau, elle donne de la couleur à la peau et aux poils. Il existe deux types de mélanine dans les poils. L'eumélanine qui donne aux poils une couleur brune ou noire, et la phéomélanine qui donne une couleur blonde ou rousse au poil. En raison de l'absorption sélective des photons de la lumière laser, seuls les poils de couleur noire, brune ou blonde peuvent être enlevés. Les poils blancs et blonds clairs réagissent moins bien au traitement. Le laser fonctionne mieux avec les poils foncés et épais. La peau claire et les poils foncés offrent les meilleurs résultats, mais les lasers tels que le laser Nd:YAG sont capables de cibler avec un certain succès les poils noirs chez les patients à peau foncée,.
L'épilation au laser est devenue populaire en raison de sa rapidité et de son efficacité, bien que ces résultats dépendent en partie de l'expérience du praticien qui vous accompagne ainsi que des différentes technologies laser utilisées pour la procédure. Certains patients nécessiteront des retouches, notamment sur les grandes zones traitées.

## Utilisation
L'épilation laser peut être utilisée à des fins esthétiques ou médicales, notamment pour traiter l’hirsutisme (pilosité excessive), la folliculite, les poils incarnés et les ombres sous les aisselles. 

## Contre-indication
Le bronzage et l’épilation laser sont incompatibles. Plusieurs précautions doivent être prise en compte avant et après une épilation laser. Notamment, elle est contre-indiquée en cas de grossesse et pour les personnes sous traitements antibiotiques photosensibilisants.

## Nombre de séances
Les poils poussent en plusieurs phases (anagène, télogène, catagène) et le laser n’affecte que les follicules pileux en phase anagène (phase de croissance active). Ainsi, plusieurs séances sont nécessaires afin d'endommager le poil sur toutes les phases de sa croissance.
Il a été démontré que de multiples traitements selon le type de poil et la couleur de la peau permettent une réduction à long terme de la pilosité. La plupart des patients ont besoin d'un minimum de huit séances. Les fabricants et les cliniciens recommandent généralement d'attendre trois à huit semaines entre les séances, selon la zone à traiter. Le nombre de séances dépend de différents paramètres, la zone du corps à traiter, la couleur de la peau, la rugosité des cheveux, la raison de l'hirsutisme et le sexe. Les poils foncés et épais sur peau claire sont les plus faciles à traiter. Certaines zones (notamment le visage des hommes) peuvent nécessiter beaucoup plus de traitements pour obtenir les résultats souhaités.
En général, les poils traités tombent environ deux à trois semaines après la séance. Ces poils tomberont d'eux-mêmes et ne doivent pas être manipulés par le patient, principalement pour éviter les infections. Tirer les poils après une séance peut être douloureux et diminuer les effets du traitement.

## Comparaisons avec d'autres techniques d'épilation

### Comparaison avec la lumière pulsée (IPL)
Un article paru en 2006 dans la revue Lasers in Medical Science a comparé les épilateurs à lumière pulsée intense (IPL) et les lasers à diode. L'examen n'a révélé aucune différence au niveau de l'efficacité à court terme, mais un risque plus élevé d'effets secondaires avec un traitement au laser à diode. La réduction de la repousse des poils après 6 mois était de 71,71 % pour les lasers à diode et 66,96 % pour les IPLs. Les effets secondaires étaient de 28,9 % pour les lasers à diode et de 15,3 % pour l'IPL. Tous les effets secondaires se sont avérés temporaires et même les changements de pigmentation sont revenus à la normale dans les 6 mois.

### Comparaison avec l'électrolyse
L'électrolyse est une autre méthode d'épilation utilisée depuis plus de 135 ans. L'électrolyse peut être utilisée pour épiler et est efficace sur les poils de toutes les couleurs, si elle est utilisée à un niveau de puissance adéquat et avec une technique appropriée. Mais le traitement est lent et fastidieux comparé à l'épilation au laser.

### Comparaison avec le rasage
Le rasage est une technique par laquelle on coupe les poils de la peau avec un rasoir. Le rasage est une technique d'épilation temporaire populaire depuis au moins les années 1700. En 1895, King Gillette a inventé une lame de rasoir tranchante, fine, jetable et bon marché. Ce système a connu un grand succès et a évolué pour devenir le rasoir jetable moderne.
Cependant, le rasage à la lame n'est que temporaire et peut entraîner une irritation de la zone rasée.

### Comparaison avec l'épilation à la cire
L'épilation à la cire est une autre option pour avoir la peau lisse. Cette méthode permet d’enlever efficacement les poils en les arrachant ; elle offre des résultats plus durable que le rasage, sans être permanente. Les anciens Egyptiens développaient un mécanisme similaire, le sucrage, dans lequel on mélangeait l'huile et le miel, puis on les appliquait sur la peau.
Aujourd'hui, il existe deux méthodes d'épilations à la cire. Dans l'une, les bandes sont déjà prêtes à l'emploi, on peut l'appliquer sur la peau et tirer vivement dans le sens contraire de la pousse. Une autre consiste à chauffer la cire, à l'appliquer sur la peau, puis à y placer une bande de tissu. Il faut ensuite arracher la bande de cire d'un coup sec dans le sens inverse de la pousse du poil. L'épilation à la cire chaude est plus efficace, car sous l'effet de la chaleur, les pores se dilatent ce qui permet une extraction plus facile des poils.

## Médecine esthétique
L'épilation laser est largement utilisée à des fins esthétiques.

## Traitement médical
L'épilation laser est utilisée dans le cadre de traitements de pathologies impliquant la pousse anormale de poils.